# Zeonidicola chathamensis
Zeonidicola chathamensis is een keversoort uit de familie Cavognathidae. De wetenschappelijke naam van de soort is voor het eerst geldig gepubliceerd in 1980 door Watt.